# Christiaan Andriessen

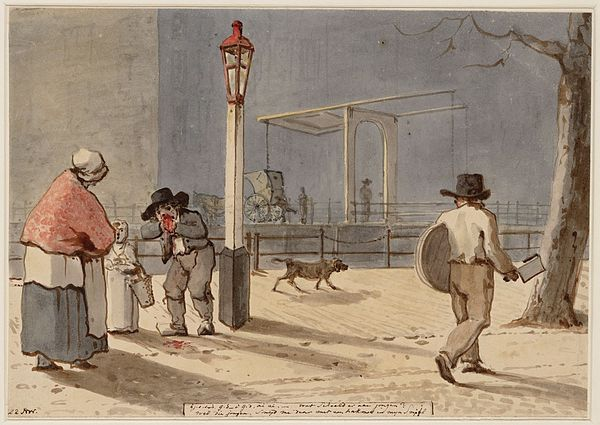
Een van de pagina's uit het dagboek van Christiaan Andriessen.

Christiaan Andriessen (1775 - 1846) was een Nederlands tekenaar. Hij was de zoon van Jurriaen Andriessen, een bekende behangschilder, tekenaar en docent aan de Stads Teekenacademie. Hoewel Christiaan Andriessen de ambitie had om kunstschilder te worden, en daartoe enkele schilderijen naar exposities had gestuurd, zijn er geen schilderijen van hem bewaard gebleven. Wel is zijn "dagboek" met ruim 700 tekeningen bewaard gebleven. Het dagboek bestond uit tekeningen voorzien van een kleine tekst. Indien naar zijn mening de tekst pikant was, schreef Andriessen in geheimschrift.
Andriessen gaf zelf les aan zijn nichtje Kelet van Hulst en aan kinderen van gefortuneerde ouders. Hij is nooit getrouwd geweest.
De bladen van zijn dagboek werden in het begin van de 20e eeuw geveild. De meerderheid van de tekeningen kwam in handen van het Stadsarchief Amsterdam en het Koninklijk Oudheidkundig Genootschap. Dankzij mej. dr. I.H. van Eeghen en haar financiële bijdrage konden in 1983 nog 138 tekeningen van hem worden toegevoegd aan de Amsterdamse collectie. In 2008 werden circa 100 dagboekbladen geëxposeerd in het Stadsarchief.